# Michael Burkert (Rechtsextremist)

Michael Burkert als Redner auf einer Neonazi-Kundgebung am 18. Oktober 2003 in Erfurt.

Michael Burkert (* 1977 in Annaberg-Buchholz) aus Friedrichroda ist „einer der führenden Neonazis Thüringens“ (VS Thüringen), der bereits mehrfach als Redner und Anmelder von neonazistischen Kundgebungen auftrat. Er stammt aus dem Kreis der Freien Kameradschaften und ist seit 2004 Vorsitzender des NPD-Kreisverbandes Erfurt-Gotha.

## Führender Kader derFreien Kameradschaftsszene
Der Bäckermeister Michael Burkert fiel in der Neonazi-Szene erstmals in den 1990er Jahren als Chef des Skinheadclubs 88 aus Friedrichroda auf (heute Freie Nationalisten Friedrichroda / Skinheadclub Friedrichroda - F.N.F./S.C.F.). Wenig später wurde er neben Marco Polzius und Patrick Wieschke einer der führenden Köpfe des Nationalen und Sozialen Aktionsbündnis Westthüringen (NSAW). Spätestens zu dieser Zeit hielt er enge Verbindungen zu Christian Worch.

## Funktionär derDeutschen Partei
2003 wurde Burkert Beisitzer im Vorstand des neu gegründeten Thüringer Landesverbandes der Deutschen Partei und deren Jugendbeauftragter. Im selben Jahr veröffentlichte er einen „Aufruf an alle nationalen Kameradinnen und Kameraden, die den Reichsgedanken im Herzen tragen“. 2004 verließ er die Partei, da er hier der von ihm seit Jahren verfolgten Absicht, die „nationalen Kräfte“ in Thüringen zusammenzuführen und somit die Zersplitterung des rechtsextremistischen Lagers zu überwinden, nicht näher kommen konnte.

## Funktionär der NPD
Im selben Jahr trat er in die NPD ein und wurde im Oktober Vorsitzender des neu gegründeten Kreisverbandes Erfurt-Gotha. Bei der Bundestagswahl 2005 trat er für die NPD im Wahlkreis Gotha – Ilm-Kreis an.

## Redner und Anmelder von Neonazi-Veranstaltungen
Burkert trat bereits bei zahlreichen Neonazi-Demonstrationen in Thüringen als Redner auf, so z. B. auf dem Thüringentag der nationalen Jugend 2003 in Gotha, 2004 in Saalfeld und 2005 in Weimar und auf dem NPD-Open-Air Rock für Deutschland 2005 in Gera.